# Château de Berlieren
Le château de Berlieren est un château situé à Hombourg dans la commune belge de Plombières, sur le chemin de Berlieren.

## Historique
Le château était le siège d'une petite seigneurie, qui dépendait du chapitre Saint-Pierre de Liège de 1124 à 1582. En 1582, la seigneurie est achetée par Jacques d'Oyembrugge, puis en 1587 par Claude de Withem, gouverneur des pays d'Outremeuse. Par la suite, il passe à la famille de Malespine en 1607, de Gavre en 1613, de Trazegnies en 1636, de Furstenberg-Stammheim en 1838, à la famille Waucquez en 1935 et à la famille Locht en 1962. Initialement une exploitation agricole, le château est rénové et aménagé en chambres d'hôtes de 2005 à 2015.

## Description
Le château se situe dans un domaine de 6 hectares, dans la vallée d'un affluent de la Galoppe. Ce domaine comprend plusieurs étangs. Le château se compose d'un ensemble de bâtiments agricoles regroupés autour d'une cour intérieure. Les douves, après des années d'abandon, ont été restaurées. Les bâtiments datent principalement du XVIIe siècle (des ancres murales indiquent l'année 1688), mais la partie résidentielle est du XIXe siècle et est construite sur les fondations de l'ancienne demeure seigneuriale, dont le portail en calcaire subsiste. Bien que les bâtiments soient construits en briques, le mur est de l'aile est repose sur un haut mur de grès. Les toits des bâtiments sont des toits en croupe fortement saillants.

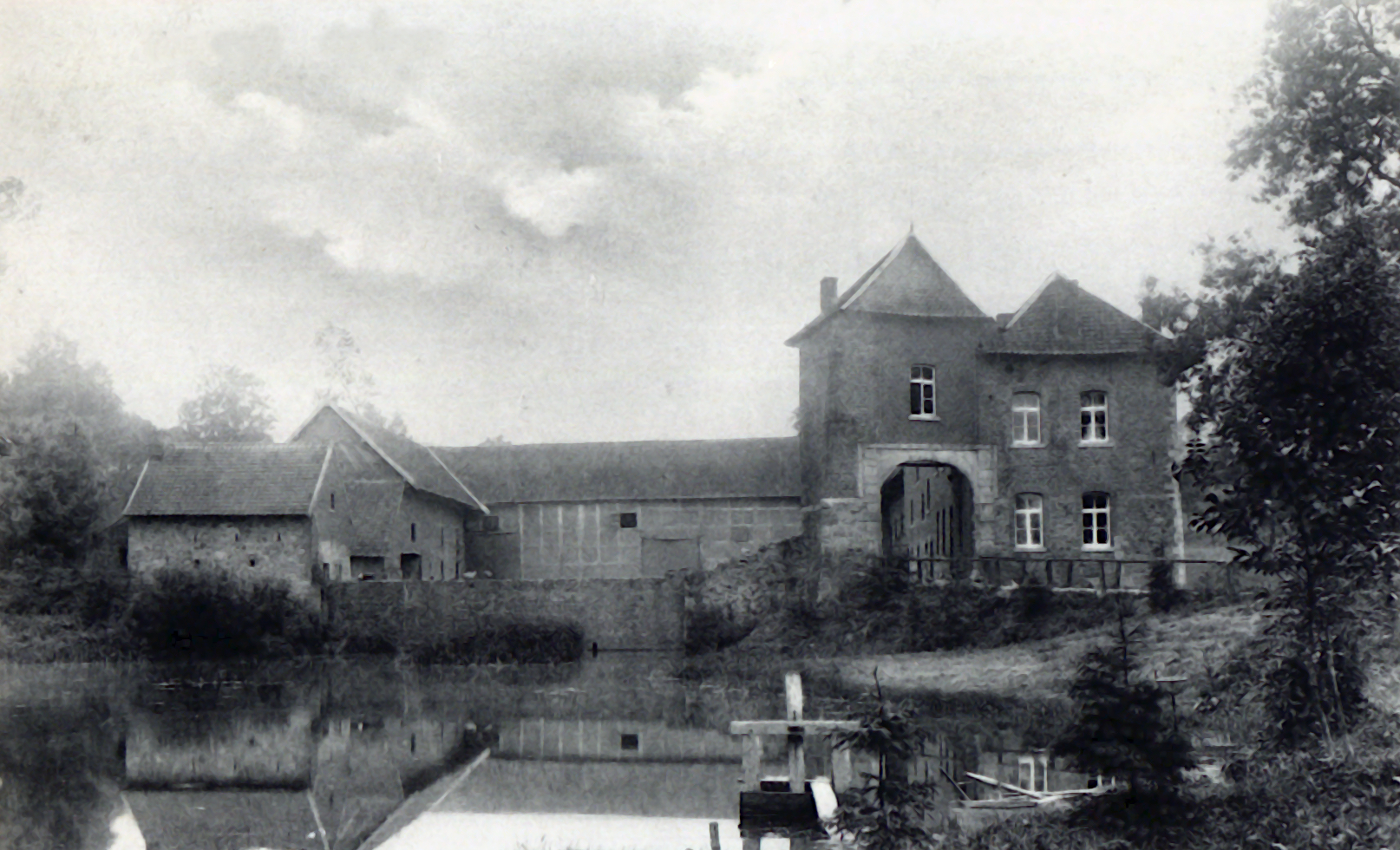
Le château autrefois